# Armenische Eishockeyliga 2002/03
Die Saison 2002/03 war die zweite Spielzeit der armenischen Eishockeyliga, der höchsten armenischen Eishockeyspielklasse. Meister wurde zum ersten Mal in der Vereinsgeschichte überhaupt HC Dinamo Jerewan.